# (27132) Ježek
27132 Jezek (1998 XJ9) – planetoida z pasa głównego asteroid okrążająca Słońce w ciągu 3,66 lat w średniej odległości 2,37 j.a. Odkryta 11 grudnia 1998 roku.